# Bernardo Hernández Villaseñor
Bernardo Hernández Villaseñor (20 de agosto de 1942; Ciudad de México), más conocido como Manolete, es un futbolista mexicano retirado que jugaba en la posición de delantero. Jugó toda su carrera para el Club de Fútbol Atlante.
Bernardo nació en el barrio bravo de Tepito, en la Ciudad de México, desde muy temprana edad se interesa por el fútbol, a los 7 años ya empezaba a jugar a fútbol y al paso del tiempo logró involucrarse de lleno en el medio futbolístico junto a personalidades como el "Viejo" Marín, Alberto Baeza y el doctor Ernesto Aguirre Colorado, quien era el presidente del Sector Amateur en ese entonces. Hay que decir que Manolete venía de una familia completamente atlantista, pues en 1947 sus hermanos ya eran suplentes en el equipo que se coronó campeón, debido a la conexión que tenían sus hermanos con el Club, el general Nuñez entonces presidente del club le invita a formar parte del equipo.
El apodo surgió porque un buen amigo le vio parecido con el torero español "Manolete", el apodo gusto y se le quedó, por lo que actualmente constantemente es llamado así
Debuta a temprana edad, tan solo 18 años de edad, y esto debido a sus logros; ya que en la segunda división juvenil, con Ricardo Mancera como técnico, logró marcar 59 goles, y su posición no era centro delantero, puesto que jugaba ubicado por la banda izquierda. Luis Báez fue quien lo subió a la Juvenil Especial, pero fue Jorge Marik quien lo llevó hasta la Reserva Especial, para 1961 ya estaba con el primer equipo.
Su debut profesional fue contra el América, partido que el Atlante iba perdiendo por marcador de 1-0 y fue Manolete el encargado de marcar el tanto de la igualada que salvó a su equipo de la derrota. Con Walter Ormeño como entrenador en la temporada 1963-64, fue que empezó a resaltar como goleador, sin embargo, fue hasta el torneo 1967-68 cuando logró ganar el campeonato de goleo individual.
Manolete se retira de las canchas en 1973 con apenas 30 años de edad, habiendo siempre jugado en el Atlante, aunque intento entrar al Club San Luis con quienes hizo pretemporada y anotaría 3 goles, pero nunca fue contratado, se retiró como uno de los mayores goleadores del club con 71 goles. Actualmente trabaja en la PGR y organiza los desayunos con los veteranos del equipo capitalino
Con la Selección de fútbol de México disputó 12 partidos anotando 2 goles, jugó los Juegos Olímpicos de México 1968, pero nunca logró asistir a una Copa Mundial de Fútbol. Todos sus partidos con la Verde fueron entre 1967 y 1968, en 67 logró jugar antes Suiza, Argentina y Hungría, mientras que en el 68 jugó contra Colombia en tres ocasiones, al igual que con la Unión Soviética, Japón, Uruguay, Brasil y Chile.